# Hașciv, Turka
Hașciv (în ucraineană Хащів) este localitatea de reședință a comunei Hașciv din raionul Turka, regiunea Liov, Ucraina.

## Demografie
Componența lingvistică a localității Hașciv
     Ucraineană (100%)
Conform recensământului din 2001, toată populația localității Hașciv era vorbitoare de ucraineană (100%).